# Acerronii
Les Acerronii (singulier: Acerronius) sont les membres de la gens Acerronia, une famille plébéienne à Rome à la fin de la République et au début de l'Empire. Le membre le plus distingué de la gens était Gnaeus Acerronius Proculus, consul en 37 apr. J.-C. .

## Origine
Les Acerronii pourraient être venus de Lucanie, où Gnaeus Acerronius Proculus avait vécu avant de devenir consul. Cependant, la famille était connue de Cicéron au moins un siècle plus tôt. Un bâtiment de sanctuaire fouillé construit au Ier siècle av. J.-C. comprenait un fragment d'architrave avec une inscription dédicatoire à Mefitis . Les archéologues pensent que la famille était à l'origine de l'activité de construction et ont identifié Proculus ou son grand-père comme la personne mentionnée dans l'inscription.

## Praenomina
Le seul praenomen connu pour avoir été utilisé par la famille est Gnaeus . Cependant, les Acerronii peuvent avoir utilisé une fois le nom de Proculus, qu'ils portèrent plus tard comme cognomen . Ils ont probablement également utilisé le praenomen féminin Paulla, qui apparaît comme un cognomen personnel au premier siècle.

## Branches et cognomina
Deux cognomina sont associés aux Acerronii : Proculus, qui était un nom de famille courant à l'époque impériale, et Polla (la forme féminine de Paullus), qui était probablement un prénom et pourrait avoir été un praenomen inversé.

## Membres
- Gnaeus Acerronius, (v.-100 - ap.-71), mentionné comme un vir optimus par Cicéron dans son discours, Pro Tullio, en -71.
  - ? (Acerronius), (v.-65 - ?)
    - ? (Acerronius), (v.-35 - ?)
      - Gnaeus Acerronius Proculus, (v.-5 - ap.37), consul en 37[b 1].
        - Cnaeus Acerronius Proculus, (v.15 - ap.44/68), proconsul d'Achaie après 44;
        - Acerronia Polla, (v.20 - 59), une ami d'Agrippine la Jeune, assassiné lors de la tentative d'assassinat d'Agrippine par son fils, l'empereur Néron, en 59 apr. J.-C.[a 1],[a 2]